# Kuvaiti férfi jégkorong-válogatott
A kuvaiti férfi jégkorong-válogatott Kuvait nemzeti csapata, amelyet a Kuvaiti Jégkorongszövetség (arabul: منتخب الكويت لهوكي الجليد, átírásban: Ittihád al-Kuvait li-hvkí al-Dzsalid) irányít. 1985-ben csatlakoztak az IIHF-hez, de a nemzetközi szövetség 1992-ben felfüggesztette a tagságukat, mert nem folytattak jégkoronggal kapcsolatos tevékenységet az országban. Első mérkőzésüket 1999. január 30-án játszották a Téli Ázsiai Játékokon, ahol 44–1-es vereséget szenvedtek Japántól és azóta is ez a legnagyobb arányú vereségük. 2009-ben lettek ismét az IIHF tagjai.
2018-ban csatlakoztak a nemzetközi mezőnyhöz, amikor részt vettek a divízió III-as selejtezőben. A legjobb helyezésüket 2022-ben érték el, amikor a 49. helyen (5. hely a divízió IV csoportban) végeztek. 2023-ban, 2024-ben és 2025-ben egyaránt a 3. helyet szerezték meg a divízió IV-ben.

## Eredmények

### Világbajnokság
- 1920–1992 – Nem tagja az IIHF-nek.
- 1993–2008 – Kizárta az IIHF[5]
- 2009–2017 – Nem vett részt
- 2018 – 50. hely (4. a Divízió IV selejtezőben)
- 2019 – 51. hely (5. a Divízió IV selejtezőben)
- 2020 – Törölve a Covid19-pandémia miatt[6]
- 2021 – Törölve a Covid19-pandémia miatt[7]
- 2022 – 49. hely (5. a Divízió IV-ben)
- 2023 – 54. hely (3. a Divízió IV-ben)
- 2024 – 54. hely (3. a Divízió IV-ben)
- 2025 – 55. hely (3. a Divízió IV-ben)